# Michał Siewierski
Michał Bronisław Siewierski (ur. 7 marca 1915 w Rzochowie koło Mielca, zm. 29 kwietnia 1977 w Lubaniu) – polski duchowny katolicki, rekolekcjonista, kanonik honorowy, proboszcz Parafii Najświętszej Maryi Panny Królowej Polski w Stróżach. Jego imieniem nazwano jedną z ropczyckich ulic.

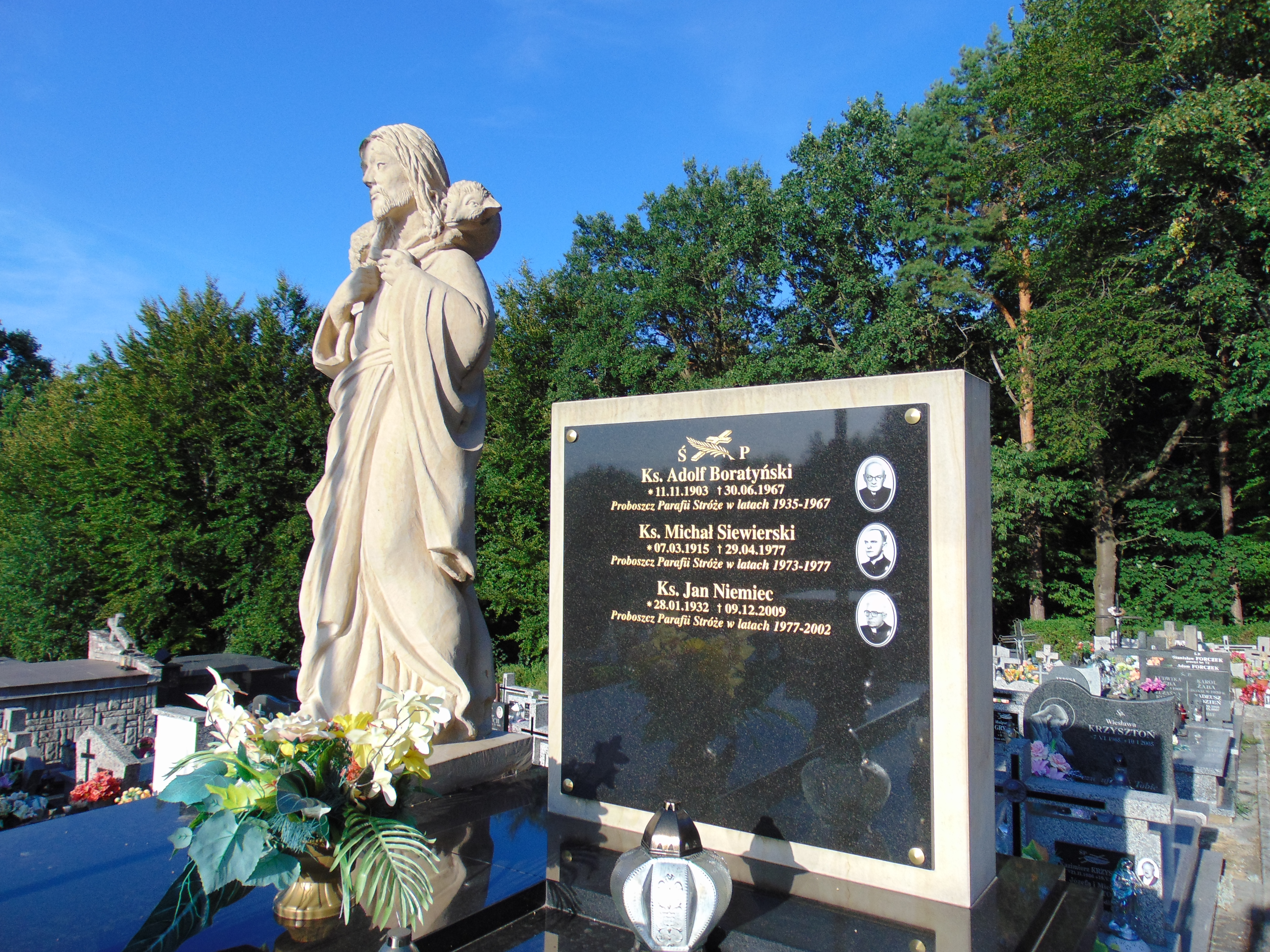
Michał Siewierski, tablica na grobowcu na cmentarzu parafialnym w Stróżach

## Życiorys
Pochodził ze szlacheckiej rodziny, posiadającej duże gospodarstwo. Był najstarszym synem spośród sześciorga dzieci Piotra i Marii. Po ukończeniu szkoły powszechnej w Rzochowie kontynuował naukę w Gimnazjum w Mielcu. W 1933 r. otrzymał dyplom maturalny i rozpoczął naukę w Wyższym Seminarium Duchownym w Tarnowie, w trakcje studiów zachorował na chorobę płuc. W dniu 31 marca 1940 roku w kaplicy w Błoniu koło Tarnowa, z rąk bpa Edwarda Komara przyjął święcenia kapłańskie. Pracował jako wikariusz w parafii Lisia Góra (od września 1940 do 7 maja 1943) i parafii Przemienienia Pańskiego w Ropczycach (od 8 maja 1943 do 30 sierpnia 1973). Szybko włączył się w struktury podziemnej AK, przyjmując pseudonim „Robak”. W Ropczycach ksiądz Siewierski szczególnie upodobał sobie filialny kościół pw. Imienia Maryi, w którym często odprawiał nabożeństwa maryjne, a po wojnie otworzył tam ośrodek duszpasterstwa młodzieżowego. W 1947 r. w Ropczycach założył Sodalicję Mariańską męską i żeńską, stając się jej moderatorem. Był duszpasterzem młodzieży dekanatu ropczyckiego. Miał szczególny kult do Matki Bożej Ropczyckiej. W 1960 r. został oficjalnie mianowany przez bpa Karola Pękalę rektorem kościoła Imienia Maryi. 1 września 1973 r. został proboszczem parafii Najświętszej Maryi Panny Królowej Polski w Stróżach, gdzie pracował do końca życia. W latach 1960–1975 był rekolekcjonistą w domu rekolekcyjnym w Ciężkowicach oraz w latach 1963–1973 w Zbylitowskiej Górze.
Ks. Siewierski zmarł w Lubaniu w 1977 roku. Uroczystości pogrzebowe, którym przewodniczył biskup pomocniczy tarnowski Piotr Bednarczyk, odbyły się 3 maja 1977 w kościele parafialnym w Stróżach. Siewierski spoczął na tamtejszym cmentarzu parafialnym.
15 października 1951 r. otrzymał godność kanonika honorowego.

## Upamiętnienie
W 1998 roku imię ks. Michała Siewierskiego otrzymała jedna z ulic w Ropczycach, zaś w kościele Imienia Najświętszej Maryi Panny w Ropczycach wmurowano pamiątkową tablicę zaprojektowaną przez Bronisława Chromego.